# Fonte de Angeão e Covão do Lobo
Fonte de Angeão e Covão do Lobo (llamada oficialmente União das Freguesias de Fonte de Angeão e Covão do Lobo) es una freguesia portuguesa del municipio de Vagos, distrito de Aveiro.

## Historia
Fue creada el 28 de enero de 2013 en aplicación de una resolución de la Asamblea de la República de Portugal promulgada el 16 de enero de 2013 con la unión de las freguesias de Covão do Lobo y Fonte de Angeão, pasando su sede a estar situada en la antigua freguesia de Fonte de Angeão.

## Demografía
| Gráfica de evolución demográfica de Fonte de Angeão e Covão do Lobo entre 2011 y 2021 |
|                                                                                       |
| Datos según el nomenclátor publicado por el INE portugués.                            |